# Hans Demmel
Hans Demmel (geb. 30. März 1956 in Wagrain) ist ein deutscher Journalist und Medienmanager. Er ist Geschäftsführer der TV-Produktions- und Beratungsfirma ONE STOP.
Er war von 2007 bis Februar 2019 Geschäftsführer von n-tv und war von 2007 bis September 2020 Vorstandsvorsitzender des VAUNET (früher VPRT), Verband privater Medien in Berlin.

## Leben und Medienkarriere
Hans Demmel wuchs in Rosenheim auf und machte dort am Ignaz-Günther-Gymnasium das Abitur. Sein Berufsweg begann 1976 mit einem Volontariat beim Oberbayrischen Volksblatt. 1979 wechselte er als freier Mitarbeiter zum Bayerischen Fernsehen, wo er für verschiedene Redaktionen (Rundschau, Tagesschau, Abendschau und Zeitspiegel) arbeitete.
Von 1990 bis 1994 arbeitete Demmel für SAT.1, bevor er zu RTL wechselte. Von 1995 bis 1998 lehrte er parallel als Dozent an der bayerischen Akademie für Fernsehen in München.
Von 2002 bis 2005 war er Chefredakteur und Mitarbeiter bei VOX und kehrte 2006 als Bereichsleiter zurück zur Mediengruppe RTL. Von 2007 bis Februar 2019 verantwortete er als Geschäftsführer den zur Mediengruppe RTL gehörenden Nachrichtensender n-tv und war Mitglied der Geschäftsleitung der Mediengruppe RTL.
Seit September 2016 ist Hans Demmel Vorstandsvorsitzender des Privatrundfunkverbandes VAUNET (vormals VPRT).
Außerdem absolviert er diverse Jury-Tätigkeiten unter anderem bei CNN-Journalist of the year, Medienpreis des deutschen Mittelstandsverbands, CMO of the year (Serviceplan), Dokumentar-Filmpreis der SOS-Kinderdörfer und beim Dokumentarfilmfestival München.
Er ist Geschäftsführer der „Stop Medien GmbH und Co KG“.
2021 veröffentlichte er zusammen mit dem Journalisten Friedrich Küppersbusch eine  Mischung aus Tagebuch, Dokumentation, Reportage und Interviews über rechte Medien in Deutschland. Demmel konsumierte dazu selbst über fünf Monate primär sogenannte „alternativen Medien“. Demmel und Küppersbusch kamen zu dem Schluss, dass das Gefährdungspotential für die demokratische Gesellschaft in Deutschland nicht nur unbekannt ist, sondern sträflich unterschätzt wird.

## Preise (Auswahl)
- Signs-Award Weimer-mediagroup 2017[13]

## Publikationen
- Hans Demmel, Friedrich Küppersbusch: Anderswelt. Ein Selbstversuch mit rechten Medien. Kunstmann Verlag, München 2021, ISBN 978-3-95614-458-5.